# Robert John Godfrey

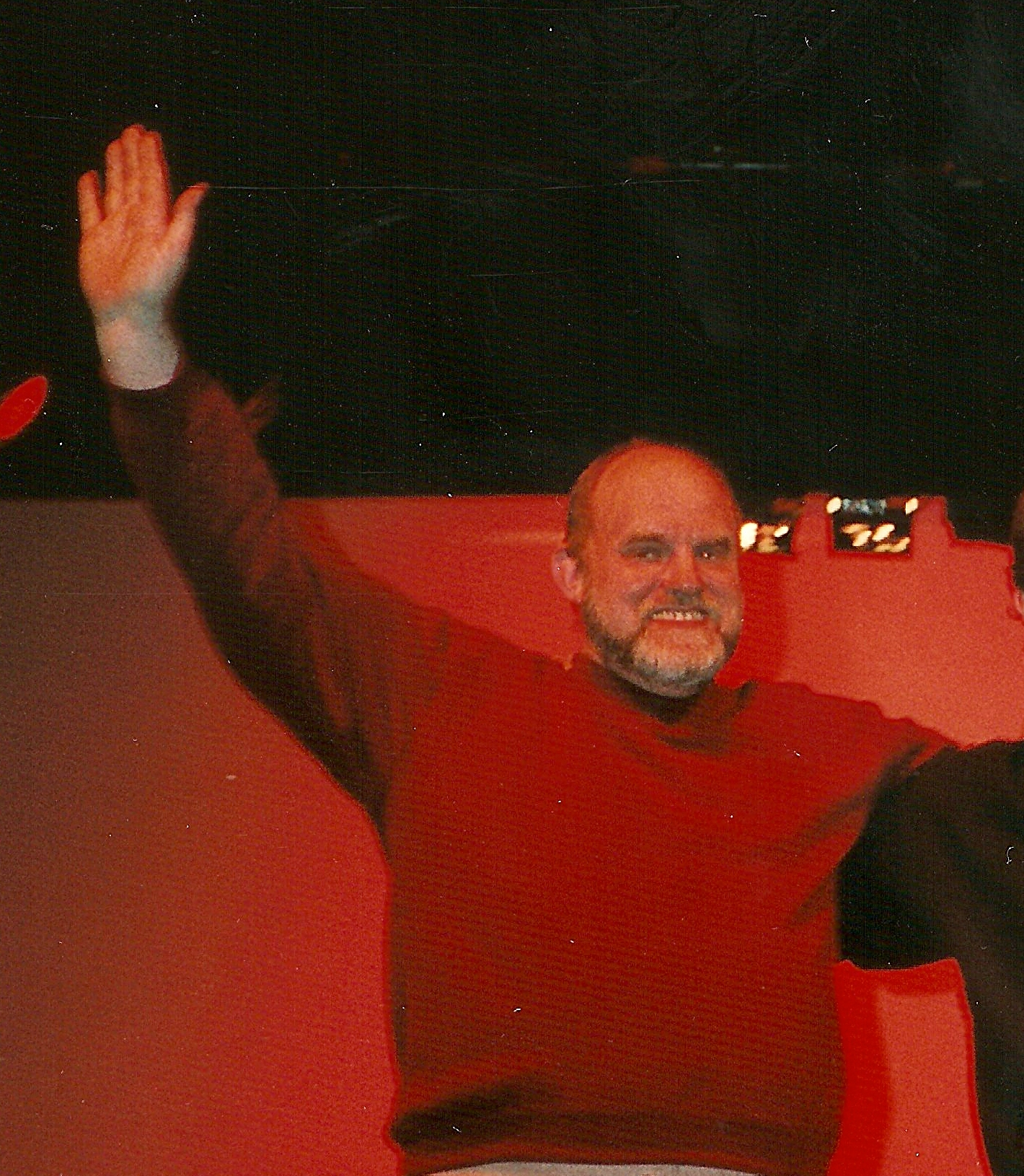
Godfrey in 1998

Robert John Godfrey (Leeds Castle, 30 juli 1947) is een Brits componist en toetsenist.

## Carrière

### Beginjaren
Godfrey kreeg zijn opleiding aan het Finchden Manor, een alternatief instituut in Tenterden. Daar ontmoette hij Francis Lickerish en Stephen Stewart, mensen met wie hij later The Enid zou oprichten. In 1965 ging Godfrey piano studeren aan het Royal College of Music in Londen. Hij schoof door naar de Royal Academy of Music en maakte daar kennis met Hans Werner Henze, Keith Tippett en Benjamin Britten. Toch ging Godfrey niet de klassieke muziek in, maar koos hij voor een loopbaan binnen de popmuziek en sloot hij zich aan bij de beginnende band Barclay James Harvest. Deze band maakte op dat moment symfonische rock, waarbij regelmatig van een symfonieorkest gebruik werd gemaakt. Een orkestrator in de vorm van Godfrey kwam daarom van pas. Godfrey startte bij BJH in 1969.

### Oprichting van The Enid
Gaandeweg begon het werken als orkestrator hem te beperken, en in 1972 begon Godfrey te verlangen naar een eigen muziekgroep. Het jaar daarop verschanst Godfrey zich in een geluidsstudio voor het opnemen van zijn eerste - en lange tijd zijn enige -  soloalbum. Het album verkocht maar matig. Godfrey zocht naar andere mogelijkheden en vond zijn maten Lickerish en Stewart op zijn weg. In 1974 richten zij, samen met Nick Magnus en Ronnie Dobson, The Enid op. De band en Godfrey zelf moesten opboksen tegen vooroordelen over het genre symfonische rock en zeker wat betreft de lange instrumentale stukken binnen het genre. De band kreeg weliswaar een platencontract bij EMI (ook destijds nog voor BJH werkend), maar zin om de muziek te promoten had het platenlabel niet. De eerste albums kwamen weliswaar uit, maar EMI trok ze al snel weer terug waardoor Godfrey genoodzaakt was te strijden om zijn werk terug te krijgen. Het volgend platenlabel van The Enid werd Pye Records, dat na een aantal albums failliet ging. Godfrey besloot hierop om de albums voortaan in eigen beheer uit te geven, met eigen management en een eigen platenlabel. Het gevolg hiervan was dat albums van The Enid moeilijk verkrijgbaar werden, zeker in Nederland en België.

### Fanclub
De fanclub fungeerde al vroeg als continue steun in de rug bij het ondersteunen van de enigszins excentrieke muziek van The Enid. The Enidi of The Stand produceerden meerdere albums van hun favoriete band. Na een aantal albums had The Enid geen vaste basis meer en viel langzaam uiteen. Soms werd voor uitgaven de bandnaam niet eens meer gebruikt, zoals bij The seed and the sower (Godfrey & Stewart). Daarnaast kreeg Godfrey te maken met schrijversblok , chronische ziekte(n) en depressies. Af en toe werd de band weer van stal gehaald om een album te maken en een tournee te doen, maar een constante stroom van albums was er niet. Toch kreeg Godfrey het al die jaren voor elkaar de band en de muziek levend te houden en in de eerste jaren van de 21e eeuw fleurde de band weer op.

### Persoonlijkheid
Al vanaf vroeg in het bestaan van de band werd een eigen geluidsstudio op poten gezet; The Lodge. Van daaruit werkten Godfrey en Stewart ook met andere artiesten.  
Godfrey is geen makkelijk persoon om mee samen te werken. Zijn verhouding met Barclay James Harvest bleef gespannen, wie had nou precies wat gedaan bij die eerste albums. Een door hem gebracht eerbetoon aan een overleden Woolly Wolstenholme viel bij sommige fans verkeerd. Een ander punt is dat Godfrey waarschijnlijk de insprirator is van het album Voyage of the Acolyte van Steve Hackett. Godfrey stelde Charisma Records voor om voor zijn tweede album een thema aan te houden van tarotkaarten, als gezien in het Britse tv-programma Ace of Wands. Volgens hem ging het management van Charisma Records niet vrij uit toen Steve Hackett met dat thema aan de haal ging voor zijn eerste soloalbum buiten Genesis.
In 2012 kwam de aankondiging van een tweede soloalbum. Bij hem is de ziekte van Alzheimer vastgesteld. In 2016 stopte hij met spelen bij The Enid vanwege zijn ziekte. Zijn laatste reguliere optreden met de band vond plaats op 2 april 2016. In juni 2017 werd echter aangekondigd dat Godfrey zich in augustus van dat jaar bij The Enid zou voegen om zijn 70e verjaardag te vieren met een eenmalig optreden in de Union Chapel in Londen, dat plaatsvond op 5 augustus.

## Discografie

### The Enid
- zie The Enid

### Andere
- 1974: The fall of Hyperion
- 1988: The seed and the sower
- 2013: The art of melody (aangekondigd 14 februari 2012, uitgebracht 2013)

- Gemeinsame Normdatei: 13504863X
- MusicBrainz: 02fded8d-ed42-41a4-9a1b-ebacb78544c4
- Nationale Bibliotheek van Tsjechië: pag2016925724
- Virtual International Authority File: 1147543485153190157